# Sistema linfoide
Il sistema linfoide fa parte del sistema circolatorio e del sistema immunitario; comprende una rete di vasi linfatici che trasportano verso il cuore un liquido chiaro chiamato linfa (dal latino, Lympha "acqua").
Il sistema linfoide è stato descritto la prima volta nel XVII secolo in modo indipendente da Olaus Rudbeck e Thomas Bartholin. A differenza del sistema cardiovascolare, il sistema linfoide non è un sistema chiuso. Le funzioni principali del sistema linfatico sono quelle di garantire un percorso alternativo di ritorno al sangue per i litri in eccedenza, e di difesa nel sistema immunitario.

## Storia
Ippocrate, nel V secolo a.C. è stato uno dei primi a parlare del sistema linfatico. Nel suo lavoro sulle articolazioni, cita i linfonodi in una sola frase. Rufo di Efeso, un medico romano, ha identificato i linfonodi ascellari, inguinali e mesenterici e il timo fra il I e il II secolo d.C. La prima menzione di vasi linfatici si deve, nel III secolo d.C., a Erofilo, anatomista greco di Alessandria. Gli studi di Rufo ed Erofilo sono poi ampliati dal medico greco Galeno, che descrive i vasi chiliferi e i linfonodi mesenterici, dopo aver sezionato delle scimmie e dei maiali nel II secolo d.C. A metà del XVI secolo, Gabriele Falloppio (scopritore delle tube di Falloppio) ha descritto i vasi chiliferi. Nel 1563 Bartolomeo Eustachi, professore di anatomia, ha descritto il dotto toracico chiamandolo vena alba thoracis.
Nel 1622, il medico Gaspare Aselli ha identificato i vasi linfatici dell'intestino nei cani e definendoli venae alba et lacteae, ora conosciuti come vasi chiliferi. Aselli li ha definiti vasi di quarto tipo (oltre arterie, vene e nervi), e ha confutato alcune delle affermazioni di Galeno (che il chilo fosse trasportato dalle vene), pur appoggiando l'ipotesi che i vasi chiliferi portassero il chilo al fegato. Aselli ha identificato anche il dotto toracico, ma non è riuscito a notare la sua connessione con i vasi chiliferi. Questo collegamento è stato descritto da Jean Pecquet nel 1651, che ha trovato un liquido bianco mischiato col sangue nel cuore di un cane. Sospettando che fluido fosse il chilo e ipotizzando che il suo flusso aumentasse in seguito a un aumento di pressione addominale, lo ha tracciato fino al condotto toracico, e a una sacca che ha chiamato receptaculum chyli, oggi conosciuta come cisterna del chilo; ulteriori indagini lo hanno portato a scoprire che il contenuto dei vasi chiliferi entra nel sistema venoso attraverso il dotto toracico. Johann Veslingius ha disegnato i primi schizzi dei vasi chiliferi umani nel 1647.
L'idea che il sangue circola attraverso il corpo si è affermata grazie a un lavoro di William Harvey, pubblicato nel 1628. Nel 1652, Olaus Rudbeck (1630-1702), uno svedese, ha scoperto alcuni vasi nel fegato contenenti un liquido chiaro (e non bianco), chiamati vasi epatico-acquosi. Ha anche evidenziato come venissero svuotati nel dotto toracico, e che fossero dotati di valvole. Pur avendo annunciato le sue scoperte alla corte della regina Cristina di Svezia, non ha pubblicato i suoi risultati per un anno. Conclusioni simili sono state pubblicate da Thomas Bartholin, che nel suo lavoro ha evidenziato come questi vasi siano presenti ovunque nel corpo, non solo nel fegato. Bartholin è stato anche il primo ad aver usato il termine vasi linfatici. Questo aveva portato a un'aspra contesa tra uno degli allievi di Bartholin, Martin Bogdan, e Rudbeck, da lui accusato di plagio. Le idee di Galeno hanno prevalso nel campo della medicina fino al XVII secolo, ed erano strenuamente difese da molti medici. Alexander Monro, della University of Edinburgh Medical School, fu il primo a descrivere la funzione del sistema linfatico in dettaglio.

## Struttura
Il sistema linfoide è costituito da organi linfoidi, la rete dei vasi linfatici e la linfa.
- Gli organi linfatici primari o centrali generano linfociti da cellule progenitrici immature. Il timo e il midollo osseo costituiscono i principali organi linfoidi coinvolti nella produzione e l'inizio della selezione clonale di tessuti linfocitari. Il midollo osseo è responsabile sia della creazione di linfociti T (timociti) sia della produzione e la maturazione dei linfociti B. Dal midollo osseo, i linfociti B raggiungono il sistema circolatorio e viaggiano attraverso gli organi linfoidi secondari alla ricerca di agenti patogeni. I linfociti T, d'altra parte, passano dal midollo osseo al timo, dove si sviluppano ulteriormente, per poi unirsi ai linfociti B in cerca di agenti patogeni. Il restante 95% di linfociti T inizia un processo di apoptosi, una forma di morte cellulare programmata.
- Gli organi linfatici secondari o periferici includono i linfonodi e la milza, mantengono i linfociti naive maturi e avviano la risposta immunitaria adattativa. Gli organi linfoidi periferici sono i siti dove i linfociti vengono attivati dagli antigeni. L'attivazione porta all'espansione clonale e alla maturazione dei linfociti, che entrano in circolo tra il sangue e gli organi linfoidi periferici fino a che non incontrano il loro antigene specifico. Il tessuto linfoide secondario fornisce l'ambiente adatto per interagire con i linfociti sia alle molecole endogene alterate sia a quelle esogene. Si trova nei linfonodi, tonsille, placche di Peyer, milza, adenoidi, pelle, e MALT. Nella parete gastrointestinale l'appendice pur avendo la mucosa simile a quella del colon, presenta una massiccia presenza di linfociti.
- Il tessuto linfatico terziario si occupa del trasferimento dei linfociti dal sangue alla linfa.[9]

La linfa è un fluido ricco di proteine molto simile al plasma sanguigno e scorre nei vasi linfatici: contiene linfociti e altri globuli bianchi, oltre che scorie e detriti cellulari insieme con batteri e proteine. Sono presenti tre tipi di vasi linfatici: i capillari linfatici (detti anche linfatici iniziali), i vasi pre-collettori e i collettori. I capillari sono vasi ciechi composti da un singolo strato di cellule endoteliali. Queste strutture hanno giunzioni specializzate e sistemi di ancoraggio che agiscono sinergicamente favorendo il passaggio della linfa dall'interstizio al lume.  I vasi pre-collettori sono dotati sia di funzione assorbente sia di funzione propulsiva grazie alla muscolatura liscia che li avvolge in parte. Questi vasi convergono nei vasi collettori, la cui unità funzionale è rappresentata dal linfangione, definito come il segmento compreso tra due valvole. I collettori giungono e si dipartono dai linfonodi (circa 600 nella specie umana) disposti a gruppi o catene. Altri animali, come per esempio gli uccelli, possiedono altri organi linfatici, come la borsa di Fabrizio. Il sangue non viene a contatto diretto con le cellule parenchimali e tessuti dell'organismo (fatta eccezione nel caso di traumi che provocano la rottura di uno o più vasi sanguigni), ma filtra attraverso i vasi sanguigni e grazie allo scambio microvascolare diventa fluido interstiziale, che viene a contatto con le cellule parenchimali. La linfa è il liquido che si forma quando il fluido interstiziale entra nei vasi linfatici, e viene spostata lungo questa rete vasale da contrazioni intrinseche o per via della compressione estrinseca dei vasi linfatici operata dai tessuti esterni (ad esempio, le contrazioni dei muscoli scheletrici), o grazie ai cuori linfatici in alcuni animali. L'organizzazione dei linfonodi e del drenaggio segue quella del corpo; pertanto, il drenaggio linfatico della testa, gli arti, e le pareti della cavità corpo segue un percorso esterno, e il drenaggio linfatico del torace, addome e cavità pelvica segue un percorso interno. Infine, i vasi linfatici si svuotano nei dotti linfatici, che scaricano nella vena succlavia, vicino alla congiunzione con la vena giugulare interna.

### Tessuto linfoide

#### Timo
Il timo è un organo linfatico primario e il sito di maturazione dei linfociti T, i linfociti del sistema immunitario adattativo. Il timo aumenta di dimensioni, dalla nascita in risposta alla stimolazione antigenica postnatale, per poi regredire dopo la pubertà, quando viene in gran parte sostituito da tessuto adiposo. Tuttavia, residuo linfopoiesi T continua per tutta la vita adulta. La perdita o la mancanza di timo provoca una grave immunodeficienza con conseguente aumento della suscettibilità alle infezioni. Nella maggior parte delle specie, il timo è costituito da lobuli divisi da setti di epitelio ed è pertanto un organo epiteliale. Linfociti T maturi proliferano e subiscono un processo di selezione nella corteccia timica prima di entrare nel midollo per interagire con le cellule epiteliali. Il timo fornisce un ambiente ideale per lo sviluppo di linfociti T da cellule progenitrici ematopoietiche. Inoltre, le cellule stromali del timo permettono la selezione di un repertorio di linfociti T auto-funzionale e tollerante, grazie a questi processi l'organo è in grado di garantire la tolleranza centrale.

#### Milza
La milza ha la funzione di produrre cellule del sistema immunitario al fine di eliminare gli antigeni; rimuovere le particelle e le cellule del sangue vecchie, soprattutto eritrociti; produrre globuli bianchi durante la vita fetale.
La milza sintetizza anticorpi nella polpa bianca e rimuove batteri e cellule del sangue che arrivano da linfonodi e circolazione linfatica. Uno studio pubblicato nel 2009, effettuato con l'ausilio di topi, ha rilevato che la milza contiene la metà dei monociti del corpo all'interno della polpa rossa. Questi monociti passano nei tessuti danneggiati (come il cuore), si trasformano in cellule dendritiche e macrofagi, e promuovono la guarigione del tessuto. La milza è il centro delle attività dei fagociti mononucleati e può essere considerata analoga a un grande linfonodo, visto che la sua assenza provoca una predisposizione a certe infezioni. Come il timo, la milza ha solo vasi linfatici efferenti: le arterie gastriche brevi e l'arteria splenica forniscono con il sangue all'organo. I centri germinali sono irrorati da arteriole chiamate radichette. Fino al quinto mese di sviluppo prenatale, la milza produce globuli rossi, mentre dopo la nascita il midollo osseo diviene l'unico responsabile dell'emopoiesi, mentre la milza mantiene la capacità di produrre linfociti. La milza può immagazzinare fino al 25% di globuli rossi e linfociti, per renderli disponibili in caso di emergenza.

#### I linfonodi

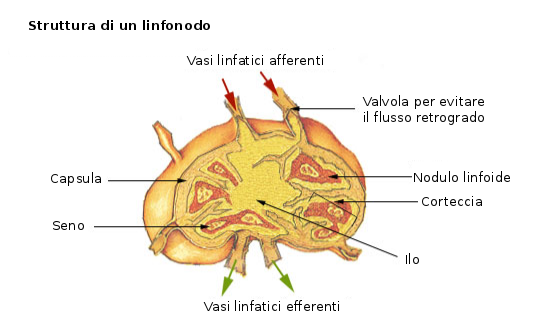
Schema di un linfonodo

Un linfonodo è una raccolta organizzata di tessuto linfoide, attraverso cui passa la linfa nel suo cammino verso il sangue. I linfonodi sono situati a intervalli lungo il sistema linfatico. Diversi vasi linfatici afferenti trasportano la linfa al linfonodo che la filtra e la rilascia in un vaso efferente. Ci sono tra i cinque e i seicento linfonodi nel corpo umano, molti dei quali sono raggruppati in diverse regioni, come nelle ascelle e nelle zone addominali. Gruppi linfonodali si trovano comunemente alla base degli arti (inguine, ascelle) e nel collo, perché la linfa viene raccolta dalle regioni del corpo propense alla contaminazione da agenti patogeni. Il linfonodo è costituito da follicoli, che si trovano in una porzione esterna chiamata corteccia. La porzione interna è chiamata midollo e circonda la corteccia su tutti i lati tranne che in una porzione nota come ilo. L'ilo forma una depressione sulla superficie del linfonodo, che gli conferisce la caratteristica forma di fagiolo o ovoidale. Il vaso linfatico efferente emerge direttamente dall'ilo, e anche le arterie e le vene che alimentano il linfonodo entrano ed escono attraverso di esso. La paracorteccia circonda il midollo, ed è provvista di linfociti T immaturi e maturi, diversamente dalla corteccia, che possiede linfociti T immaturi o timociti. I linfociti entrano nei linfonodi attraverso venule endoteliali specializzate situate nella paracorteccia. Un follicolo linfatico è un denso insieme di linfociti, il cui numero, dimensione e configurazione cambiano a seconda dello stato funzionale del linfonodo. Ad esempio, i follicoli si espandono in modo significativo quando incontrano un antigene esogeno. La selezione di linfociti B si verifica nel centro germinale dei linfonodi.

### Altro tessuto linfoide
Il tessuto linfoide associato al sistema linfatico svolge funzioni immunitarie per la difesa dell'organismo contro le infezioni e la diffusione dei tumori. È costituito da tessuto connettivo attraverso cui passa la linfa, formato da fibre reticolari, contenente vari tipi di leucociti, soprattutto linfociti. Regioni del tessuto linfoide densamente occupate da linfociti sono conosciute come follicoli linfoidi. Il tessuto linfoide può essere sia strutturalmente ben organizzato come nel caso dei linfonodi o può essere costituito da follicoli linfoidi poco organizzati come nel MALT. Anche il sistema nervoso centrale ha vasi linfatici, come scoperto dai ricercatori dell'Università della Virginia. La ricerca di linfociti T dentro e fuori delle meningi ha portato alla scoperta di vasi linfatici funzionali lungo i seni durali, anatomicamente integrati nella membrana che circonda il cervello. We discovered functional lymphatic vessels lining the dural sinuses. These structures express all of the molecular hallmarks of lymphatic endothelial cells, are able to carry both fluid and immune cells from the cerebrospinal fluid, and are connected to the deep cervical lymph nodes. The unique location of these vessels may have impeded their discovery to date, thereby contributing to the long-held concept of the absence of lymphatic vasculature in the central nervous system. The discovery of the central nervous system lymphatic system may call for a reassessment of basic assumptions in neuroimmunology and sheds new light on the aetiology of neuroinflammatory and neurodegenerative diseases associated with immune system dysfunction.

### Vasi linfatici
I vasi linfatici conducono la linfa nelle diverse parti del corpo. Comprendono i vasi tubolari dei capillari linfatici, il dotto linfatico destro e il dotto toracico (il dotto linfatico sinistro). I capillari linfatici sono responsabili dell'assorbimento del liquido interstiziale dai tessuti, mentre i vasi linfatici spingono il fluido assorbito nei collettori più grandi, dove infine ritorna al flusso sanguigno attraverso la vena succlavia. Questi vasi sono chiamati anche i canali linfatici. I vasi linfatici sono responsabili del mantenimento dell'equilibrio dei fluidi corporei. La rete di capillari e vasi linfatici lavora per drenare e trasportare in modo efficiente il fluido, insieme a proteine e antigeni, fino al sistema circolatorio. Le valvole intraluminali assicurano un flusso unidirezionale di linfa senza riflusso.  Il flusso unidirezionale è ottenuto tramite due sistemi di valvole, primario e secondario. I capillari sono a fondo cieco, e le valvole alle estremità dei capillari utilizzano giunzioni specializzate per l'ancoraggio dei filamenti al fine di consentire un flusso unidirezionale ai vasi primari. I vasi linfatici di raccolta, invece, spingono la linfa grazie all'azione combinata delle valvole intraluminali e cellule muscolari linfatiche.

### Sviluppo
I tessuti linfatici cominciano a svilupparsi entro la fine della quinta settimana di sviluppo embrionale. I vasi linfatici si originano dai sacchi linfatici che nascono dalle vene in via di sviluppo, derivate dal mesoderma. I primi sacchi linfatici a comparire sono i sacchi linfatici giugulari nella giunzione fra vene giugulari e succlavia. Dai sacchi linfatici giugulari, le reti capillari linfatiche si diffondono nel torace, arti superiori, collo e testa. Alcuni dei plessi si ingrandiscono e formano i vasi linfatici nelle rispettive regioni. Ogni sacco linfatico giugulare mantiene almeno una connessione con la sua vena giugulare, nella porzione superiore del dotto toracico. La successiva sacca linfatica che appare è quella retroperitoneale alla radice del mesentere dell'intestino. Si sviluppa dalla vena cava primitiva e vene mesonefriche. Il plesso capillare e i vasi linfatici diffondono dal sacco linfatico retroperitoneale ai visceri addominali e al diaframma. Gli ultimi sacchi linfatici (posteriori) si sviluppano dalle vene iliache. Le sacche posteriori producono reti capillari e i vasi linfatici della parete addominale, della regione pelvica, e degli arti inferiori. Le sacche posteriori si uniscono alla cisterna del chilo e perdono le loro connessioni con le vene adiacenti. Con l'eccezione della parte anteriore del sacco da cui si sviluppa la cisterna del chilo, tutte le sacche vengono invase da cellule mesenchimali e sono convertite in gruppi di linfonodi. La milza si sviluppa dalle cellule mesenchimali tra gli strati del mesentere dorsale dello stomaco. Il timo dalla terza tasca faringea.

## Funzioni
Il sistema linfatico ha molteplici funzioni interdipendenti:
- Rimozione del liquido interstiziale dai tessuti
- Assorbimento e trasporto degli acidi grassi dal sistema digestivo
- Trasporto dei globuli bianchi da e verso i linfonodi
- La linfa trasporta cellule presentanti l'antigene, come le cellule dendritiche, fino ai linfonodi dove è stimolata la risposta immunitaria.

### Trasporto degli acidi grassi
I vasi linfatici chiamati chiliferi si trovano nel tratto gastrointestinale, soprattutto nel piccolo intestino. Molti nutrienti assorbiti dal tenue passano al sistema venoso portale attraverso la vena porta nel fegato per essere elaborati; i grassi (lipidi) invece vengono mandati al sistema linfatico per essere trasportati alla circolazione sanguigna attraverso il dotto toracico (a parte qualche eccezione, come i trigliceridi a catena media che diffondono passivamente dal tratto gastrointestinale al sistema portale). La linfa arricchita è chiamato chilo. Le sostanze nutritive che vengono rilasciate al sistema circolatorio vengono elaborate dal fegato, e passano attraverso la circolazione sistemica.

### La funzione immunitaria
Il sistema linfoide svolge un ruolo importante nel sistema immunitario, in particolare per le cellule del sistema immunitario adattivo tra cui i linfociti T e i linfociti B. Le cellule del sistema linfoide reagiscono agli antigeni presentati dalle stesse cellule o da altre cellule dendritiche. Quando un antigene viene riconosciuto, inizia una cascata immunologica che coinvolge l'attivazione e reclutamento di cellule, la produzione di anticorpi e citochine e il reclutamento di altre cellule immunologiche come macrofagi.

## Patologie
Lo studio di drenaggio linfatico dei vari organi è importante per la diagnosi, la prognosi e il trattamento del cancro. Il sistema linfoide, a causa della sua vicinanza a molti tessuti del corpo, è responsabile del trasporto di cellule cancerose tra le varie parti del corpo in un processo chiamato metastasi. I linfonodi possono intrappolare le cellule tumorali, ma se non riescono a distruggerle possono diventare sede di tumori secondari.

### Linfoadenopatia
La linfoadenopatia si riferisce all'ingrossamento di uno o più linfonodi. Piccoli gruppi o singoli linfonodi si ingrossano in risposta a infezioni o infiammazioni. In questo caso si parla di linfoadenopatie locali, mentre quando sono coinvolti molti linfonodi in diverse zone del corpo, si parla di linfoadenopatia generalizzata.

### Linfedema
Il linfedema è il gonfiore causato dall'accumulo di linfa, che può verificarsi se il sistema linfatico è danneggiato o in seguito a malformazioni. Di solito colpisce gli arti, oppure il viso, collo e l'addome. In uno stato estremo, chiamato elefantiasi, l'edema progredisce finché la pelle diventa spessa e con un aspetto simile alla pelle degli elefanti.

### Cancro
Il cancro del sistema linfoide può essere primario o secondario. Con linfoma ci si riferisce al cancro che nasce dal tessuto linfoide. Leucemie e linfomi linfoidi sono considerati tumori dello stesso tipo di linea cellulare. Sono chiamati leucemie quando si trovano nel sangue o midollo e linfomi quando si trovano nel tessuto linfoide. Sono raggruppati sotto il nome di neoplasie linfoidi.

### Altre patologie
- Chilotorace
- Linfangite
- Filariasi linfatica
- Malattia di Kikuchi
- Malattia di Castleman
- Malattia di Kawasaki